# Lucian Sânmărtean
Lucian Iulian Sânmărtean (ur. 13 marca 1980 w Bystrzycy) – piłkarz rumuński grający na pozycji ofensywnego pomocnika.

## Kariera klubowa
Karierę piłkarską rozpoczął w klubie Gloria Bistrița. W 1998 roku awansował do kadry pierwszej drużyny, a 24 kwietnia 1999 roku zadebiutował w pierwszej lidze rumuńskiej w wygranym 3:1 domowym meczu z FC Onești. Od 2000 roku był podstawowym zawodnikiem zespołu Glorii. W Glorii grał do lata 2003. W 2000 roku zdobył z nią Puchar Ligi Rumuńskiej.
Latem 2003 roku przeszedł za 600 tysięcy euro do greckiego Panathinaikosu. Przez 3,5 roku rozegrał w lidze greckiej 24 mecze i strzelił 1 gola. W 2004 roku wywalczył z Panathinaikosem mistrzostwo Grecji oraz zdobył Puchar Grecji.
W 2009 roku wrócił do Rumunii i ponownie został piłkarzem Glorii Bistrița. W 2010 roku przeszedł do FC Vaslui, w którym swój debiut zanotował 21 lutego 2010 w zremisowanym 0:0 meczu z Gaz Metan Mediaș. W 2014 roku został zawodnikiem Steauy Bukareszt. Następnie grał w Ittihad FC, Pandurii Târgu Jiu i Al-Taawoun FC. W 2017 trafił do FC Voluntari.
| Sezon   | Klub               | Kraj             | Rozgrywki     | Mecze | Bramki |
| ------- | ------------------ | ---------------- | ------------- | ----- | ------ |
| 1998/99 | Gloria Bistrița    | Rumunia          | Divizia A     | 1     | 0      |
| 1999/00 | Gloria Bistrița    | Rumunia          | Divizia A     | 9     | 0      |
| 2000/01 | Gloria Bistrița    | Rumunia          | Divizia A     | 26    | 2      |
| 2001/02 | Gloria Bistrița    | Rumunia          | Divizia A     | 27    | 3      |
| 2002/03 | Gloria Bistrița    | Rumunia          | Divizia A     | 26    | 7      |
| 2003/04 | Panathinaikos AO   | Grecja           | Alpha Ethniki | 18    | 1      |
| 2004/05 | Panathinaikos AO   | Grecja           | Alpha Ethniki | 6     | 0      |
| 2005/06 | Panathinaikos AO   | Grecja           | Alpha Ethniki | 0     | 0      |
| 2006/07 | Panathinaikos AO   | Grecja           | Alpha Ethniki | 6     | 0      |
| 2006/07 | FC Utrecht         | Holandia         | Eredivisie    | 2     | 0      |
| 2007/08 | FC Utrecht         | Holandia         | Eredivisie    | 14    | 0      |
| 2008/09 | FC Utrecht         | Holandia         | Eredivisie    | 1     | 0      |
| 2008/09 | Gloria Bistrița    | Rumunia          | Liga I        | 11    | 0      |
| 2009/10 | Gloria Bistrița    | Rumunia          | Liga I        | 15    | 1      |
| 2009/10 | FC Vaslui          | Rumunia          | Liga I        | 15    | 0      |
| 2010/11 | FC Vaslui          | Rumunia          | Liga I        | 29    | 2      |
| 2011/12 | FC Vaslui          | Rumunia          | Liga I        | 31    | 2      |
| 2012/13 | FC Vaslui          | Rumunia          | Liga I        | 29    | 7      |
| 2013/14 | FC Vaslui          | Rumunia          | Liga I        | 16    | 0      |
| 2013/14 | Steaua Bukareszt   | Rumunia          | Liga I        | 12    | 2      |
| 2014/15 | Steaua Bukareszt   | Rumunia          | Liga I        | 14    | 3      |
| 2014/15 | Ittihad FC         | Arabia Saudyjska | I liga        | 11    | 0      |
| 2015/16 | Ittihad FC         | Arabia Saudyjska | I liga        | 20    | 6      |
| 2016/17 | Pandurii Târgu Jiu | Rumunia          | Liga I        | 17    | 2      |
| 2016/17 | Al-Taawoun FC      | Arabia Saudyjska | I liga        | 8     | 0      |
| 2017/18 | FC Voluntari       | Rumunia          | Liga I        | 5     | 0      |

## Kariera reprezentacyjna
W reprezentacji Rumunii zadebiutował 20 listopada 2002 roku w przegranym 0:1 towarzyskim meczu z Chorwacją. W 2016 roku został powołany do kadry Rumunii na Euro 2016.

## Osiągnięcia
Panathinaikos
- Mistrzostwo Grecji: 2004
- Puchar Grecji: 2004

FC Vaslui
- Finalista Puchar Rumunii: 2010
- Wicemistrzostwo Rumunii: 2012

Steaua Bukareszt
- Mistrzostwo Rumunii: 2014, 2015

Indywidualne
- Piłkarz roku 2014 w Rumunii